# 羅塞爾 (新澤西州)
羅塞爾（英語：Roselle）是位於美國新澤西州尤寧縣的自治市鎮。

## 人口
根據2020年美國人口普查的數據，羅塞爾的面積為6.86平方千米，當中陸地面積為6.82平方千米，而水域面積為0.03平方千米。當地共有人口22695人，而人口密度為每平方千米3,308人。